# Polyura dehaanii
Polyura dehaanii är en fjärilsart som beskrevs av John Obadiah Westwood 1850. Polyura dehaanii ingår i släktet Polyura och familjen praktfjärilar. Inga underarter finns listade i Catalogue of Life.